# لیگ برتر کشتی آزاد ایران
لیگ برتر کشتی آزاد ایران با نام دیگر جام یادگار امام (ره) لیگ حرفه‌ای کشتی آزاد ایران است که بالاترین سطح لیگ کشتی در ایران به شمار می‌رود و هر ساله با شرکت ۹ تیمِ متشکل از کشتی‌گیران داخلی و خارجی برگزار می‌شود. این رقابت‌ها از سال ۱۳۸۲ به صورت رفت و برگشت برگزار شد. تعداد تیم‌ها در بیشترین دوره ۱۱ تیم و در کمترین آن ۶ تیم بوده‌است. باشگاه‌های بیمه رازی با ۵ قهرمانی و نفت تهران با ۴ قهرمانی پرافتخارترین تیم تاریخ این رقابت‌ها هستند.
حمید یاری رئیس سازمان و آرین زمانپور رئیس کمیته اجرایی سازمان لیگ فدراسیون کشتی ایران است.

## دوره‌ها
| فصل  | قهرمان                   | نایب‌قهرمان                | جایگاه سوم                   |
| ---- | ------------------------ | ------------------------- | ---------------------------- |
| ۱۳۸۲ | پاس تهران                | دانشگاه آزاد تهران        | راه‌آهن خراسان                |
| ۱۳۸۳ | نفت تهران                | راه‌آهن خراسان             | پاس تهران                    |
| ۱۳۸۴ | نفت تهران                | پاس تهران                 | جویبار لوله مازندران         |
| ۱۳۸۵ | دانشگاه آزاد تهران       | نفت تهران                 | راه‌آهن خراسان                |
| ۱۳۸۶ | نفت تهران                | صنایع و معادن همدان       | راه‌آهن خراسان                |
| ۱۳۸۷ | گراد تهران               | گاز مازندران              | راه‌آهن خراسان                |
| ۱۳۸۸ | نفت تهران                | گاز مازندران              | صنایع و معادن همدان          |
| ۱۳۸۹ | شهدای جویبار             | نفت تهران                 | گاز مازندران                 |
| ۱۳۹۰ | ثامن‌الحجج سبزوار         | خونه به خونه بابل         | تله کابین گنج نامه همدان     |
| ۱۳۹۱ | ثامن‌الحجج سبزوار         | پرسپولیس جویبار           | داماش صدرا بابل              |
| ۱۳۹۲ | ثامن‌الحجج سبزوار         | استیل آذین تهران          | خونه به خونه بابل            |
| ۱۳۹۳ | بیمه رازی ایران (تهران)  | صنایع غذایی سحر همدان     | کفایتی مشهد                  |
| ۱۳۹۴ | بیمه رازی ایران (تهران)  | ستارگان ساری              | کفایتی مشهد                  |
| ۱۳۹۵ | بیمه رازی ایران (تهران)  | ستارگان ساری              | رعد پدافند                   |
| ۱۳۹۶ | بیمه رازی ایران (جویبار) | ایزی پایپ کاشان           | ستارگان ساری                 |
| ۱۳۹۷ | بیمه رازی ایران (بابل)   | ستارگان ساری              | راه و شهرسازی گلستان         |
| ۱۳۹۸ | بازار بزرگ ایران         | اترک خراسان شمالی         | دانشگاه آزاد اسلامی مازندران |
| ۱۳۹۹ | بازار بزرگ ایران         | باشگاه کشتی استقلال تهران | هیئت کشتی قائمشهر            |
| ۱۴۰۰ | صنایع مازندران           | فولادین ذوب آهن آمل       | داروسازی سهند ارس            |
| ۱۴۰۱ | پتروپالایش بلیش تاکستان  | بانک شهر                  | انبوه سازان هوتن             |
| ۱۴۰۲ | بانک شهر                 | انبوه سازان هوتن          | دانشگاه آزاد اسلامی مازندران |

## جدول کلی قهرمانان
| ردیف | باشگاه             | قهرمانی | نایب قهرمانی |
| ---- | ------------------ | ------- | ------------ |
| ۱    | بیمه رازی ایران    | ۵       | ۰            |
| ۲    | نفت تهران          | ۴       | ۲            |
| ۳    | ثامن‌الحجج سبزوار   | ۳       | ۰            |
| ۴    | دانشگاه آزاد تهران | ۱       | ۱            |
| ۵    | پاس تهران          | ۱       | ۱            |
| ۶    | گراد تهران         | ۱       | ۰            |
| 7    | بازار بزرگ ایران   | ۱       | ۰            |
| 8    | شهدای جویبار       | ۱       | ۰            |
| 9    | بانک شهر           | 1       | 1            |